# Variabilitetshypotesen

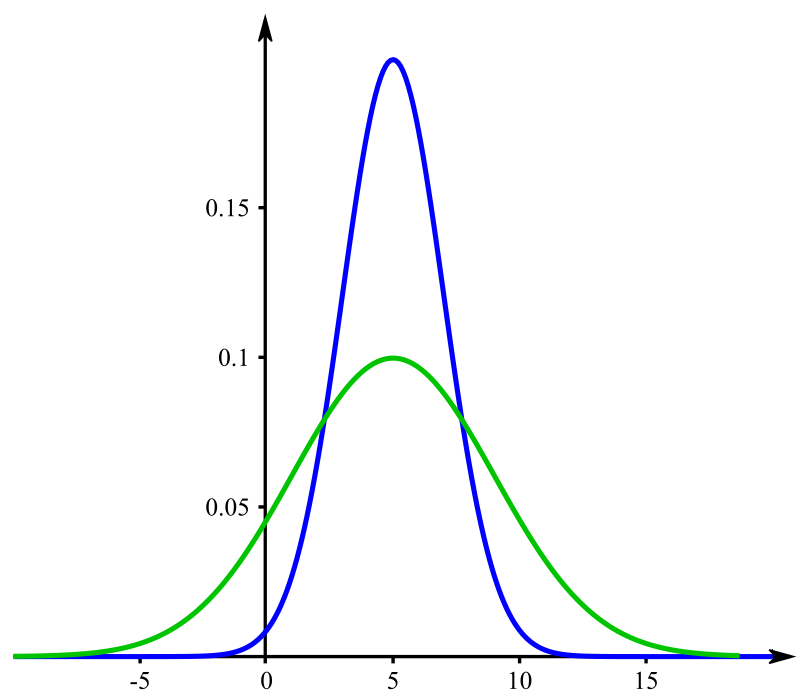
Två normalfördelningskurvor med identiska medelvärden men där grupperna uppvisar stor skillnad i variabilitet. Den gröna kurvan med större varians resulterar i högre värden, både i det lägre området till vänster och det högre området till höger.

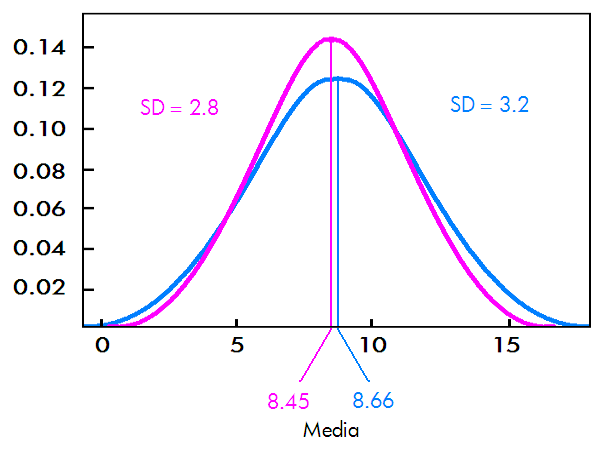
Två normalfördelningskurvor med snarlika medelvärden och snarlik varians. Notera att trots att den blå mängden har ett högre medelvärde så är den, på grund av den något större variansen, kraftigt överrepresenterad inte bara bland mycket stora x-värden men även bland mycket små x-värden.

Variabilitetshypotesen (engelska: the variability hypothesis eller the greater male variability hypothesis) säger att hanar uppvisar större variabilitet i egenskaper än honor. Könsskillnader i variabilitet förekommer för många förmågor och egenskaper - inklusive fysiska, psykologiska och genetiska. De förekommer inte bara för människor men även inom andra arter med sexuellt urval.
Hypotesen har ofta diskuterats i relation till kognitiv förmåga, där vissa studier har visat att män med större sannolikhet än kvinnor har mycket hög eller mycket låg intelligens. Könsskillnader i variabilitet i intelligens har diskuterats åtminstone sedan Charles Darwin. 
Hypotesen har fått både kritik och stöd inom vetenskapen. En metaanalys 2010 bestående av 242 studier visade att gruppen män hade 8% större varians i matematisk förmåga än gruppen kvinnor. En studie 1994 påvisade skillnader i variabilitet mellan länder och kulturer: I vissa länder varierade gruppen män mer än kvinnor, i andra varierade gruppen kvinnor mer än män.
Ett ståndpunktsuttalande om vetenskaplig konsensus 2007 sade att gruppen män varierar mer i mätningar av kvantitativ och visuospatial förmåga, vilket leder till fler män än kvinnor i ändpunkterna av fördelningen av hela populationen. Författarna skrev att "Könsskillnader i prestation och förmåga inom områdena teknik och matematik är mindre nära mitten av distributionen än de är för de högsta nivåerna av prestation och förmåga." Orsaken till könsskillnader i variabiliteten inom matematik och teknik är okänd men kan bero på skillnader i intressen och specifika kognitiva system i hjärnan.
Vetenskapsjournalisten Henrik Höjer sade 2022 att "Män är mer varierade och mer olika varandra än kvinnor. Det kan vara en anledning till att vi hittar fler män i toppen och i botten av samhället."